# Слово (журнал)
Слово — ежемесячный научный литературный и политический журнал, преобразованный из журнала «Молва». Издавался в Санкт-Петербурге в 1878—1881 годах. Журнал прекратился из-за того, что Главное управление по делам печати не утвердило постоянного редактора. 

## О журнале
Журнал был образован в январе 1878 года в результате объединения двух изданий — научно-популярного журнала «Знание» и газеты «Молва». При этом издатель «Молвы» А. А. Жемчужников с половины 1878 года стал издателем нового журнала (до него официальным издателем был Ю. Г. Жуковский, а при нём соиздателем стал золотопромышленник К. М. Сибиряков), а издатели-редакторы «Знания» И. А. Гольдсмит и Д. А. Коропчевский стали его редакторами.
Осенью 1879 года развернулась борьба за ключевые позиции в журнале между литераторами-радикалами («строго научного», по определению Ясинского, направления) и революционно настроенными сотрудниками. 
В 1880 году издателя-Жемчужникова сменил А. А. Головачев; в конце 1880 года журнал не надолго перешёл к С. А. Венгерову, а затем к Е. Мальцевой. При ней редакторами числились П. В. Засодимский и С. А. Венгеров, а фактическими редакторами были С. Н. Кривенко и А. М. Скабичевский. В 1881 году вышел № 4 журнала, в котором редактором был указан М. Н. Альбов.
В журнале принимали участие: в отделе беллетристики — А. Н. Плещеев, П. Д. Боборыкин, М. Н. Альбов, С. Надсон, Н. Минский, Максим Белинский (Ясинский), П. Вологдин (Засодимский), Н. С. Курочкин, Каронин, Миртов и др.; в отделе литературной критики и научном — М. А. Антонович, Л. З. Слонимский, И. Янжул, А. А. Головачев, С. А. Венгеров, И. Каблиц-Юзов, Е. В. Де Роберти, Ясинский (научная хроника) и другие.
Журнал имел три предостережения и в начале 1880 года был приостановлен на три месяца. 

## Рекомендуемая литература
- Судьбы журнала «Слово» в связи с революционными выступлениями 70-80-х годов / В. Евгеньев-Максимов и Д. Максимов // Из прошлого русской журналистики. — Л., 1930. — С. 255—303.